# Кам'янобрід (зупинний пункт)
Кам'янобрі́д — пасажирський залізничний зупинний пункт Львівської дирекції Львівської залізниці на електрифікованій двоколійній лінії Львів — Мостиська II між станціями Мшана (10 км) та Городок-Львівський (6 км). Розташований в селі Кам'янобрід Яворівського району Львівської області.

## Пасажирське сполучення
На платформі Кам'янобрід зупиняються приміські електропоїзди сполученням Львів — Мостиська II.